# Bộ vest Tuxedo
Bộ vest Tuxedo (tựa tiếng Anh: The Tuxedo) là một bộ phim hành động - hài hước Mỹ năm 2002 của đạo diễn Kevin Donovan và có sự tham gia của Thành Long, Jennifer Love Hewitt và Jason Isaacs. Phim nói về một bộ vest tuxedo mang lại những khả năng đặc biệt cho người sử dụng nó và một kẻ khủng bố đe dọa ô nhiễm nguồn nước ngọt của Hoa Kỳ với loại vi khuẩn xâm nhập vào cơ thể và làm mất nước hoàn toàn.

## Nội dung
Jimmy Tong là một người lái xe tầm thường cho nhà tỷ phú Clark Devlin đến khi Devlin gặp tai nạn và phải vào bệnh viện. Jimmy được đưa về nhà để tìm và đem một số vật dụng vào cho Devlin, vô tình anh đã mặc thử bộ vest tuxedo của Devlin và phát hiện ra rằng bất cứ ai mặc nó vào sẽ có được một sức mạnh thần kỳ. Khám phá này đã đẩy Jimmy vào thế giới của những mưu đồ và điệp vụ xuyên quốc gia, đồng thời ghép anh và nữ cộng sự thiếu kinh nghiệm lại gần nhau.
Jimmy Tong (Thành Long) là một tài xế taxi khét tiếng về tốc độ và khả năng đưa khách hàng của mình đến bất cứ nơi nào trong thời gian ít nhất. Danh tiếng này mang lại cho anh một công việc mới là làm tài xế riêng cho Clark Devlin (Jason Isaacs), người đàn ông bí ẩn nhưng giàu có. Jimmy thực sự không biết công việc của ông chủ mới của mình là gì, nhưng bản chất thân thiện của Devlin giúp hai người trở thành bạn bè. Jimmy không biết rằng Devlin là một điệp viên bí mật và là đặc vụ ngầm của chính phủ, và một vụ đánh bom xe do bọn người xấu thực hiện đã khiến ông hôn mê. Jimmy tìm thấy một chiếc đồng hồ đặc biệt có thể kiểm soát bộ tuxedo phi thường của Devlin.
Bộ tuxedo là một vật dụng có thể mang đến cho người mặc những khả năng đặc biệt (bao gồm võ thuật, tốc độ, khả năng nhảy và nhiều màn nhào lộn khác nhau) mà Jimmy phải sử dụng để ngăn chặn tổ chức tội phạm chịu trách nhiệm cho vụ mưu sát Devlin. Nhóm này là một tổ chức khủng bố được ngụy trang thành một tập đoàn có tên Banning Corporation và đứng đầu là Dietrich Banning (Ritchie Coster), kẻ khét tiếng và tàn nhẫn. Mục tiêu của bọn khủng bố là chiếm lấy nguồn cung cấp nước uống toàn cầu, bắt đầu bằng việc đầu độc các hồ chứa lớn của Hoa Kỳ bằng loại côn trùng biến đổi gen. Những con bọ nước này có vi khuẩn có thể lây từ người sang người. Tình cờ Jimmy được hợp tác với một nhà khoa học thiên tài tên Delilah "Del" Blaine (Jennifer Love Hewitt). Blaine hoàn toàn thích công việc thực địa và rất vui khi được giao nhiệm vụ với Devlin, chỉ bị bối rối bởi Jimmy khi anh đóng giả Devlin, dựa vào khả năng đặc biệt của bộ tuxedo để bù đắp cho sự thiếu kỹ năng và đào tạo của anh.
Lúc đầu Blaine nghĩ rằng Jimmy thật kỳ lạ và khó chịu, và sau đó sự mạo danh của Jimmy cuối cùng cũng bị vạch trần. Cô tịch thu bộ tuxedo của anh và cố gắng ngăn chặn Banning bằng cách giả vờ tặng bộ tuxedo cho Banning. Trong khi đó, Jimmy sẵn sàng từ bỏ và trở lại cuộc sống của mình với tư cách là một tài xế taxi, nhưng trong lúc thu dọn đồ đạc, anh phát hiện ra rằng Devlin đã đặt một bộ tuxedo thứ hai cho chính mình, ông tin rằng Jimmy cũng có thể là một đặc vụ tuyệt vời. Sử dụng bộ tuxedo của riêng mình, Jimmy đánh bại Banning bằng cách ném một chiếc cốc có chứa con bọ nữ hoàng vào miệng Banning. Hắn sau đó bị nhiễm vi khuẩn từ con bọ. Những con bọ nước còn lại cũng làm tương tự, chúng tấn công Banning và hắn chết ngay lập tức.
Những người bạn sau đó giúp Jimmy tán tỉnh cô gái trong mơ của anh. Tuy nhiên, do bối rối trước những chỉ dẫn của Blaine và Devlin nên Jimmy đã thất bại. Sau khi an ủi Jimmy, Blaine thừa nhận cô cảm thấy buồn vì chưa ai từng làm với cô những gì mà Jimmy vừa làm, Jimmy nói với Blaine rằng cô phải thay đổi và dễ tính hơn nếu cô muốn có bạn trai. Cảm thấy một sự hấp dẫn ngập ngừng dành cho nhau, cả hai cùng nhau đi uống cà phê.

## Diễn viên
- Thành Long vai Jimmy Tong
- Jennifer Love Hewitt vai Delilah "Del" Blaine
- Jason Isaacs vai Clark Devlin / Brad Dillford
- Debi Mazar vai Steena
- Ritchie Coster vai Dietrich Banning
- Peter Stormare vai Tiến sĩ Simms
- Mia Cottet vai Cheryl
- Romany Malco vai Mitch
- Daniel Kash vai Rogers
- Jody Racicot vai Kells
- Boyd Banks vai Vic
- Bob Balaban vai Winton Chalmers
- Christian Potenza vai Đặc vụ CSA Joel
- Scott Wickware vai Đặc vụ CSA Wallace
- Karen Glave vai Đặc vụ CSA Randa
- Scott Yaphe vai Đặc vụ CSA Gabe